# Jan Kamman
Jan Kamman, nato Johan Willem Hendrik Kamman (Schiedam, 6 novembre 1898 – Gorinchem, 26 luglio 1983) è stato un fotografo e pittore olandese, fu uno dei primi ad introdurre la Nuova Oggettività nei Paesi Bassi.

## Biografia
Figlio del litografo e fotografo Henricus Martinus Josephus e e di Jacoba Hendrika Pols, frequentò le scuole nella città natale. Dal 1916 al 1922 studiò probabilmente pittura e arti visive presso la Willem de Kooning Academie di Rotterdam avendo come come compagni di classe ed amici Hendrik Chabot e Paul Schuitema. Kamman era interessato anche all'architettura. Al termine degli studi, nel biennio successivo prese parte ad alcune mostre di pittura.
A partire dal 1925 iniziò ad interessarsi alla fotografia, lasciando perdere sempre più la pittura. Oltre ai ritratti, l'architetto Leendert van der Vlugt gli commissionò di fotografare gli edifici realizzati dal proprio studio. Collabora con Paul Schuitema nei due anni seguenti. Una nuova commissione in campo architettonico è quella che arrivò dall'industriale e psichiatra Cees van de Leeuw nel 1927 di fotografare l'urbanizzazione della nuova Fabbrica Van Nelle, fulgido esempio di architettura modernista ad opera di Johannes Andreas Brinkman, inserita nella Lista del Patrimonio Mondiale dell'UNESCO nel 2014. L'anno dopo fu la volta del designer Willem Hendrik Gispen ad incaricarlo di fotografare le sue nuove lampade Giso per il catalogo.
Nel 1929 fu tra i partecipanti alla mostra internazionale Film und Foto tenutasi a Stoccarda e successivamente in quella di Foto '37, organizzata da BKVK, Associazione per la difesa dei diritti culturali, di cui facevano parte, tra gli altri, Paul Schuitema, Eva Besnyö, Cas Oorthuys. Nel frattempo, nel 1930 aveva sposato a Schiedam la dattilografa 23enne Dina Petronella Isaacs, anche se entrambi continuarono a vivere a Rotterdam. Negli anni seguenti eseguì lavori e partecipò a mostre di natura pubblicitaria e commerciale. Kamman fotografò gli edifici più importanti progettati dallo studio di architettura Brinkman e Van der Vlugt fino al 1940.
Il 14 maggio 1940, durante il bombardamento di Rotterdam, ordinato da Hitler per fiaccare la resistenza olandese e costringere alla resa il paese e che fece oltre mille morti e più di 80 000 persone senza casa, distrusse anche quella di Kamman, compreso il suo studio e perse il suo archivio, che bruciarono quasi completamente. Egli si trasferì e fotografò la città distrutta e nel corso della guerra continuò a fotografare fino alla liberazione con i festeggiamenti e i restauri del paese. Il volume con le sue foto sarà edito nel 1949. Saranno le sue ultime foto. Da quel momento decise di riprendere in mano il pennello. Viaggiò spesso verso la Spagna.
Lo Chabot Museum di Rotterdam ha dedicato una mostra retrospettiva a Kamman nel 2014, curata da Flip Bool e Lienke Moerman.